# Maestro de 1342
Maestro de 1342 es la denominación convencional por la que se conoce a un pintor anónimo activo a mediados del siglo XIV en el Rosellón, territorio por entonces perteneciente a la Corona de Aragón. 
Debe su nombre a un retablo dedicado a la Virgen, datado en 1342 y conservado en la iglesia de Serdinya (Pirineos Orientales). De estilo gótico-lineal, se caracteriza por la fuerte influencia de las miniaturas parisinas sobre sus figuras.
También se le atribuye una Crucifixión pintada para la ermita de la Trinidad. 